# Gualeguay
Gualeguay es un municipio del  departamento Gualeguay (del cual es cabecera) en la Provincia de Entre Ríos, República Argentina. El municipio comprende la localidad del mismo nombre, la localidad de Puerto Ruiz y un área rural. Por su población, es la quinta ciudad más grande de la provincia, después de Paraná, Concordia, Gualeguaychú y Concepción del Uruguay.
El municipio de Gualeguay cuenta con 57303 habitantes según el censo de 2022 y un ejido de 117 km² que incluye a Puerto Ruiz.
Desde 2014, es la capital provincial de la Cultura de Entre Ríos.

## Historia
Con la batalla del cerro de la Matanza (1749), encabezada por el teniente gobernador de Santa Fe, Francisco Antonio Vera y Mujica, se concretó la extinción de los aborígenes chanás y guaraníes.
A mediados del siglo XVIII, las tierras entrerrianas comenzaron a ser ocupadas por familias procedentes de Santa Fe y la Bajada, principalmente por españoles, criollos y algunos portugueses. La mayoría de los inmigrantes se situaron a orillas del arroyo Clé, integrando el primer agrupamiento social que puede considerarse remoto antecedente de Gualeguay. Pero las inundaciones frecuentes llevaron a varios pobladores a buscar ubicación en lugares más altos, situándose al norte de la actual ciudad.
Fue fundada el 19 de marzo de 1783 por Tomás de Rocamora quien la bautizó «Villa de San Antonio de Gualeguay Grande», en honor a quien sería su santo patrono, San Antonio de Padua. Al momento de su fundación comprendía 56 manzanas donde se albergaban 150 vecinos.
En febrero de 1782, siendo Tomás de Rocamora Ayudante Mayor y prestando servicios en el Regimiento de Dragones de Almansa, el virrey Vértiz lo designó para que interviniera en los conflictos que se habían generado en la parroquia de Gualeguay, en la que pobladores del lugar y foráneos ejecutaban toda clase de delitos.

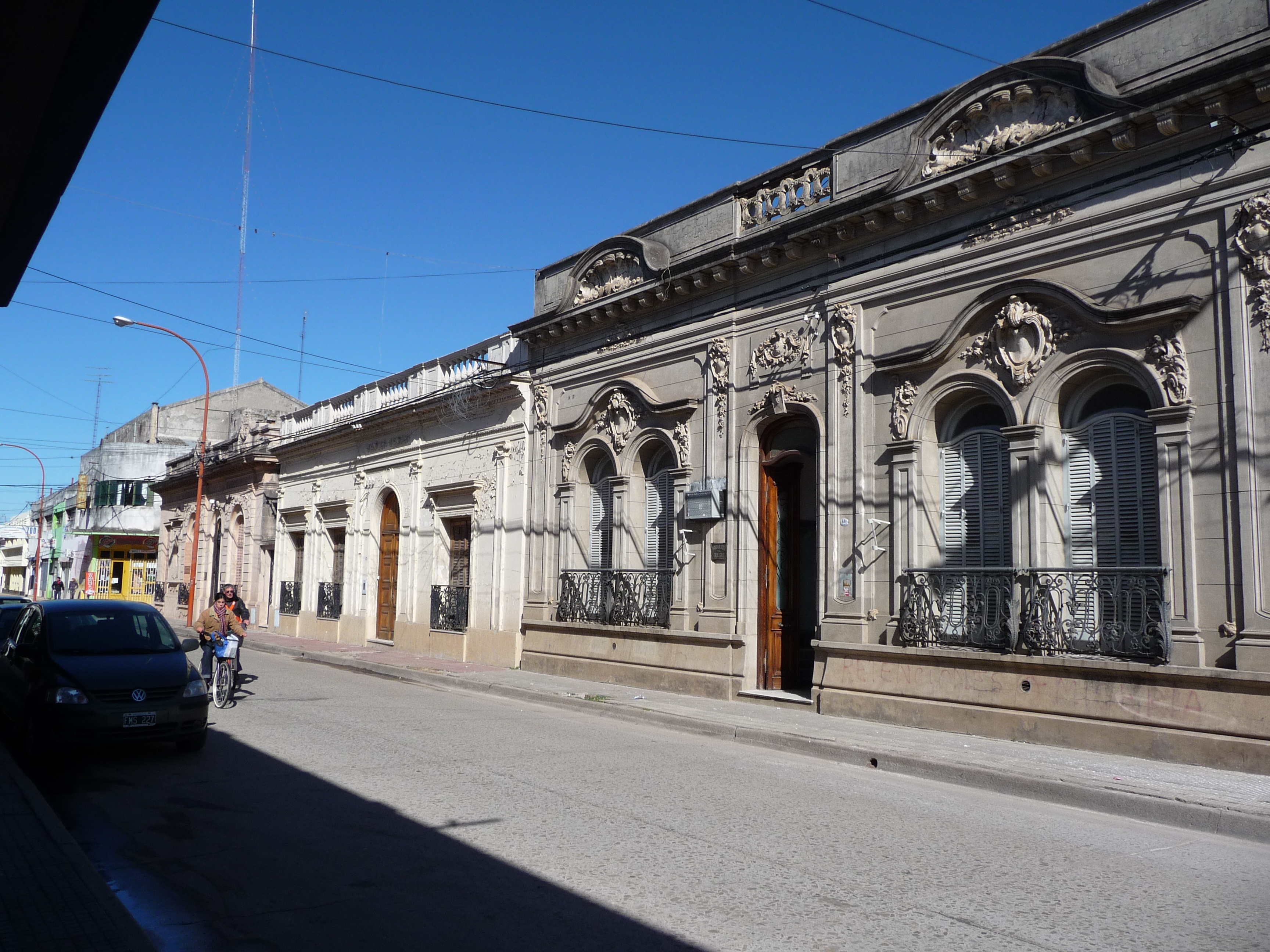
Calle 25 de Mayo de la ciudad de Gualeguay.

Instruir un sumario sobre los disturbios de Gualeguay y pacificar al vecindario constituyeron la primera misión de Rocamora en lo que él llamaría la provincia de Entre Ríos. Realizó el reconocimiento del territorio desde Paraná a Gualeguaychú, constatando la inexistencia de villas o poblados y, por primera vez, los pacíficos pobladores que sembraban la tierra y criaban animales encontraron un funcionario idóneo ante quien presentarse para plantear sus problemas y quejas.
El 11 de agosto de 1782, Rocamora dirigió un pliego al virrey Vértiz que adquiere trascendencia histórica: junto al rudimentario mapa hizo un amplio y descriptivo estudio de la geografía y la economía de la región, sus características más relevantes, ponderando la bondad de los campos, sus pastos, sus aguadas, el clima, sus tierras y bosques.
El primer cabildo estuvo integrado por el alcalde Vicente Navarro y los regidores Domingo Ruiz, Valentín Barrios y Pedro José Duarte, siendo capitán de milicias Gregorio Santa Cruz. 

### Municipio
La municipalidad de Gualeguay fue creada por ley promulgada el 28 de mayo de 1872, e instalada entre el 1 de enero y abril de 1873.
El ejido municipal fue fijado por ley n.º 8475 sancionada el 3 de abril de 1991 (promulgada el 25 de abril de 1991). Mediante la ley n.º 9735, sancionada el 30 de agosto de 2006 y promulgada el 7 de septiembre de ese año, fue incorporada el ejido municipal de Gualeguay y al departamento Gualeguay, la isla Gericke. Esta isla ubicada en el río Gualeguay pertenecía hasta entonces al departamento Islas del Ibicuy.

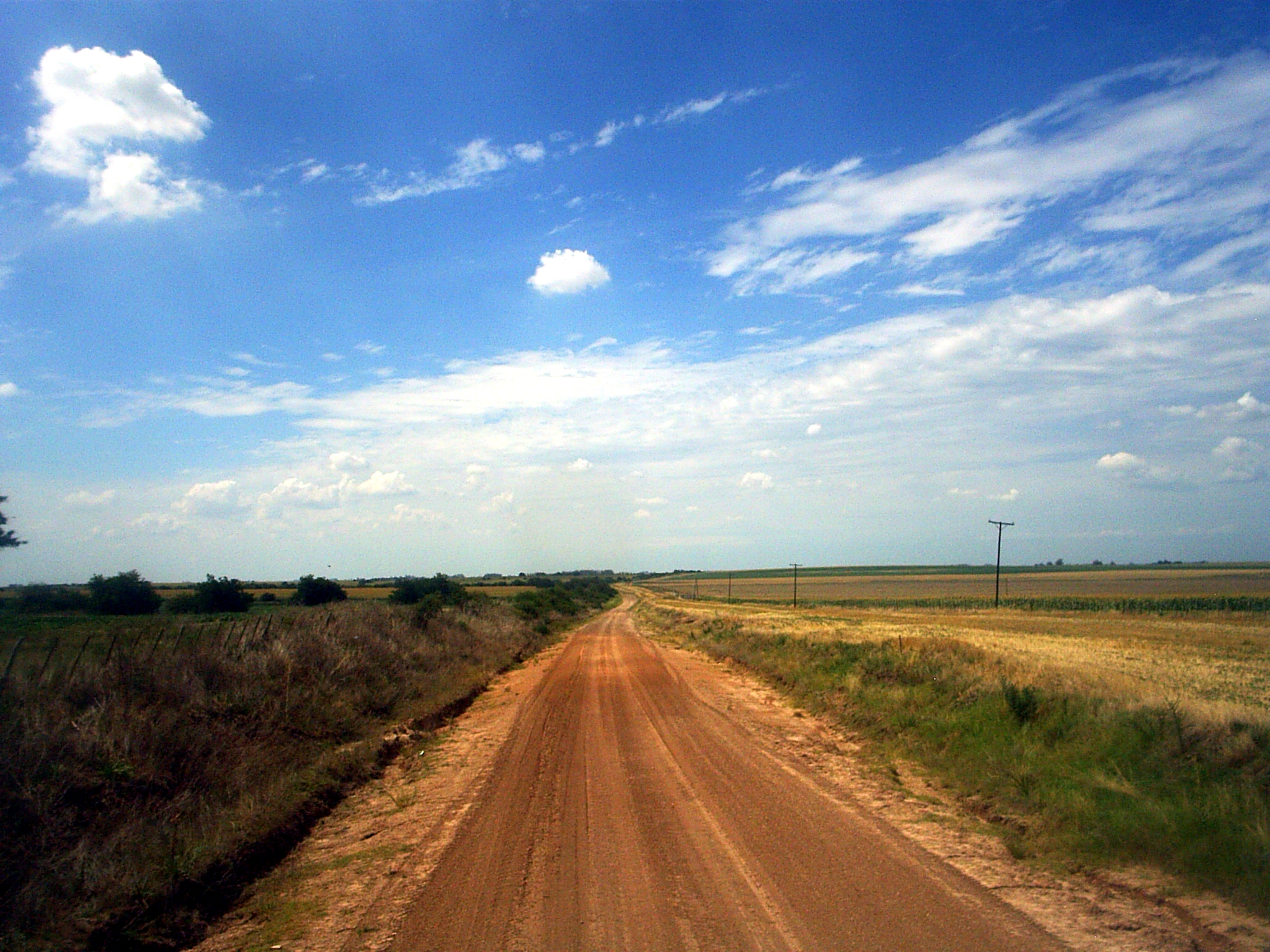
Camino de la costa, cerca de Aldea Asunción.

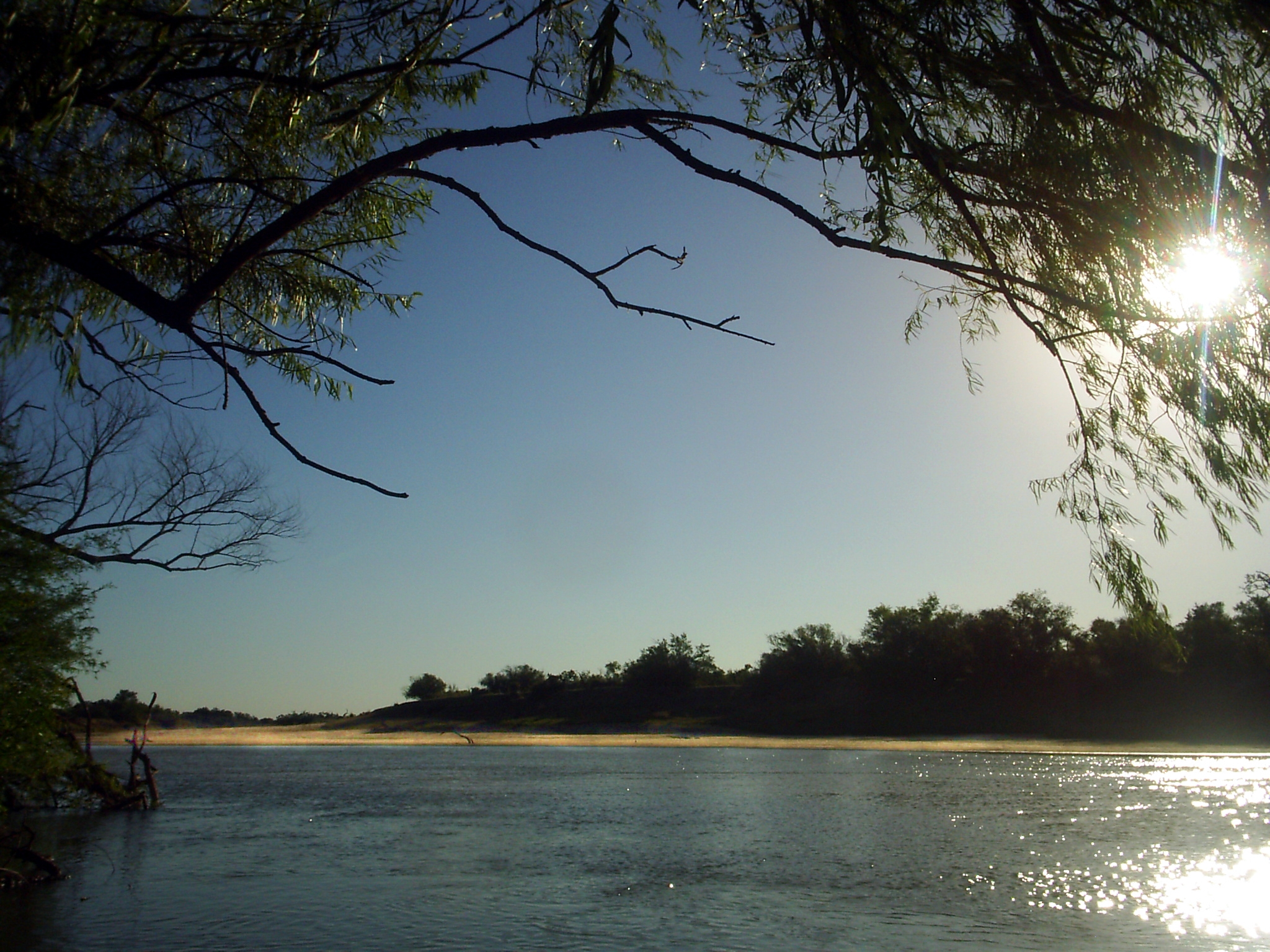
Río Gualeguay.

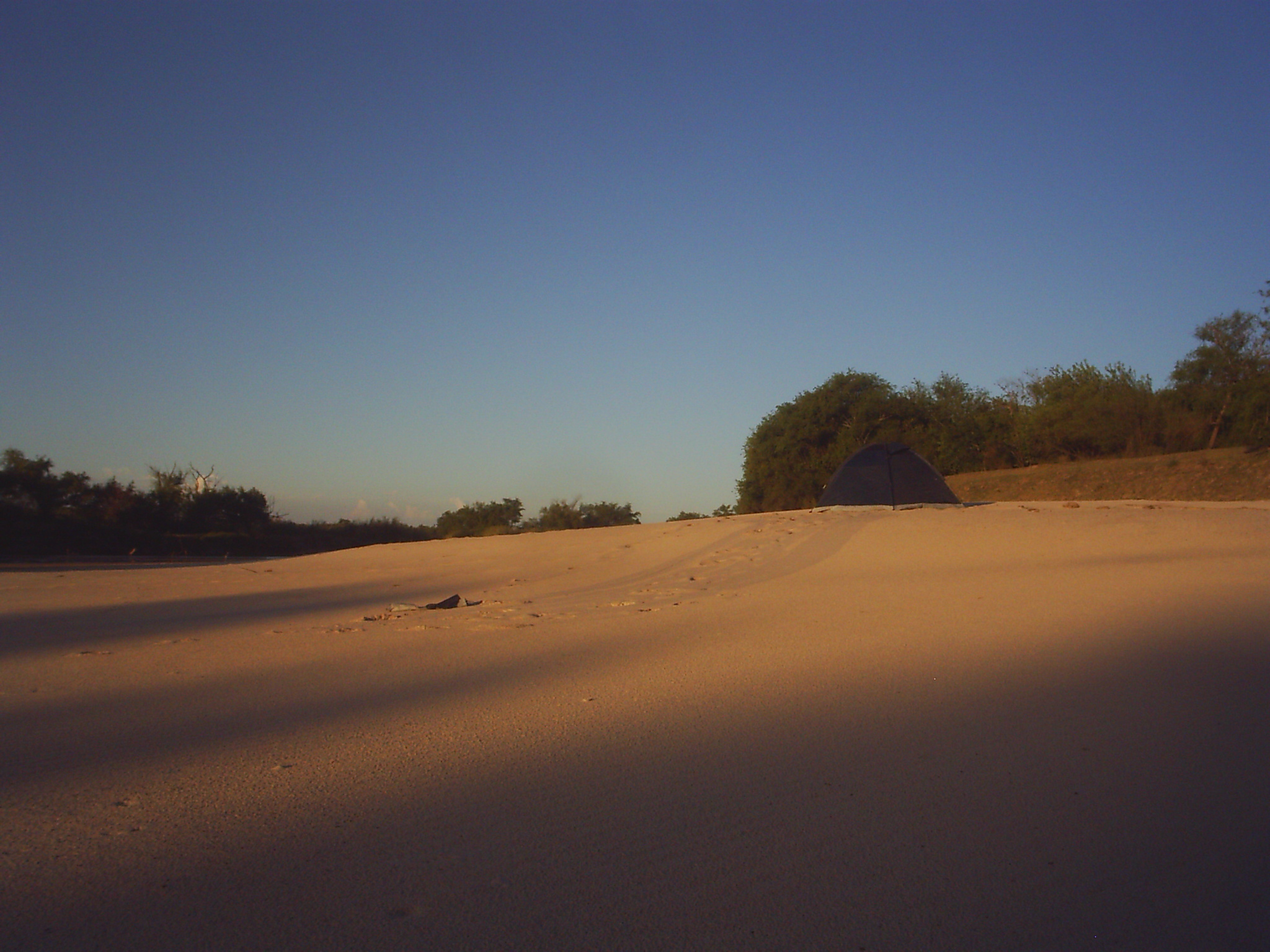
Playa sobre el río Gualeguay cerca de Aldea Asunción

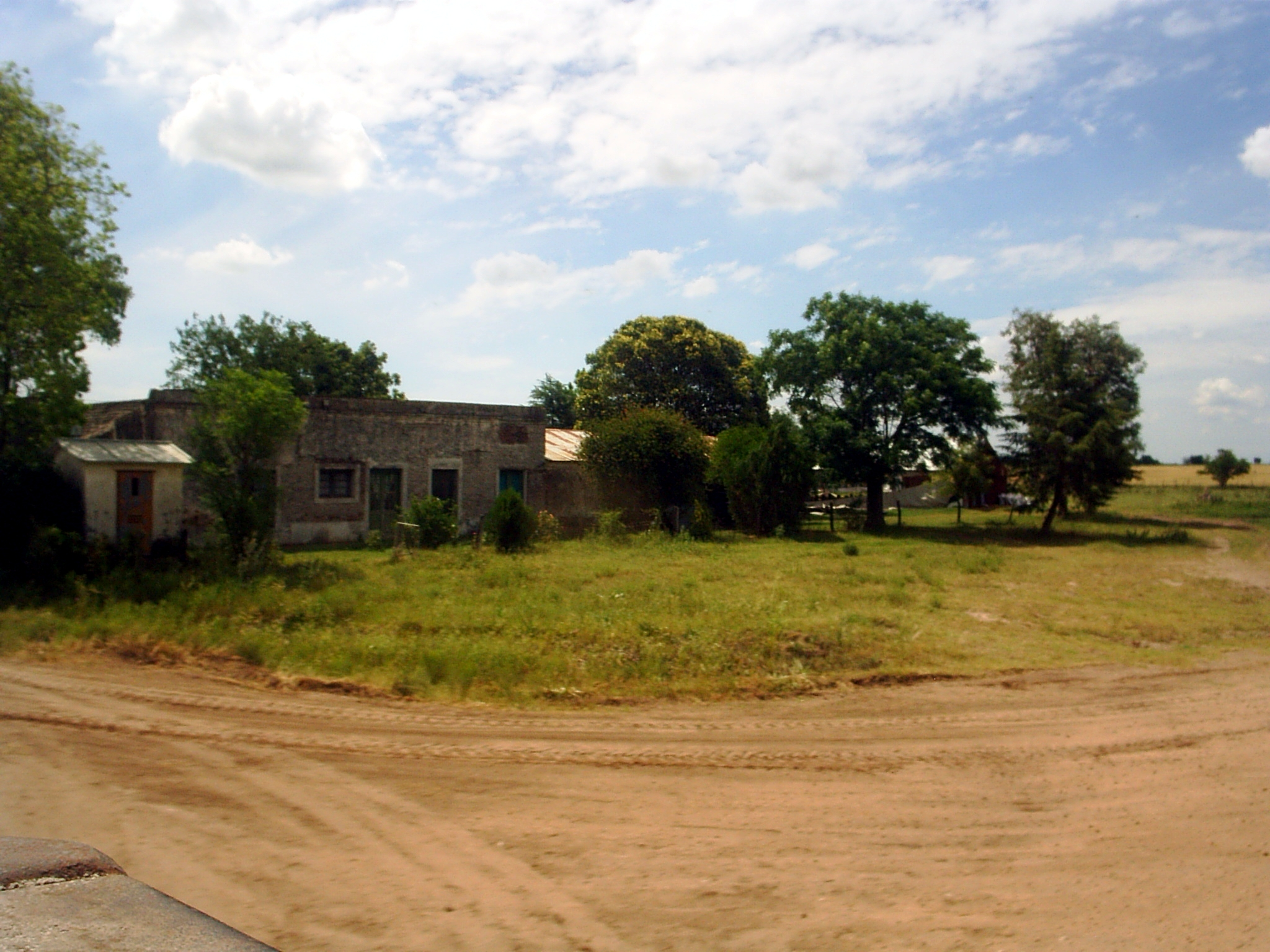
Esquina con vivienda tipo pulpería, camino de la costa Aldea Asunción.

## Celebraciones
En el mes de diciembre se realiza el Encuentro Internacional de Coros "Gualeguay Coral" y el Encuentro Nacional de Batucadas y Pasistas.
El fin de semana coincidente con el feriado del 12 de octubre se realiza desde hace 75 años el Festival de Jineteada y Folklore de Sociedad Sportiva. Además, entre el 12 y el 18 de octubre de 2009, Gualeguay fue sede del VII Campeonato Mundial de Pelota Vasca sub-22 en Trinquete celebrado en el Club Pelota Gualeguay. En dicho campeonato, Argentina obtuvo tres medallas doradas al igual que Francia.
El 16 y 17 de noviembre se realiza la Fiesta del Asado y la Galleta en la Costanera, en el marco de los festejos del Día de la Tradición.

### Carnaval de Gualeguay
Al comienzo de cada año, durante los meses de enero y febrero el carnaval desborda la ciudad de música, color y ritmo.
En la actualidad, las agrupaciones que dan brillo al carnaval son: SI-SI, K’rumbay y Samba Verá.
El corsódromo fue inaugurado el 15 de enero de 2005 en el predio de la antigua estación de ferrocarril.
La capacidad es de entre 15.000 y 20.000 personas ubicadas en tribunas, sillas, plateas, mesas y palcos.

## Medios de comunicación
- L.ORTIZ DIGITAL
- Canal 2 Gualeguay Televisora Color
- Diario El Debate Pregón, Fundado en 1901, es el más antiguo de la provincia de Entre Ríos.
- Radio & 1/2 105.5 Gualeguay. Única interactiva de la provincia de Entre Ríos.
- Radio AM 1520 LT38 RADIO GUALEGUAY, Fundado en 1973, fue la emisora de radio más potente del país al momento de su fundación.
- Diario El Día de Gualeguay
- Radio La Uno.

## Personalidades
- Cesáreo Bernaldo de Quirós, pintor y artista
- Peperucho Quintana, pintor y artista
- Fernando Ayala, director, guionista y productor de cine
- Beatriz Bonnet, actriz
- Enrique Telémaco Susini, médico, pionero de la radiodifusión mundial, guionista, compositor y productor de cine y teatro.
- Jorge Burruchaga, futbolista, campeón en el Mundial México 1986 y actual entrenador
- Juan Bautista Ambrosetti, etnógrafo, naturalista, paleontólogo, arqueólogo e historiador
- Juan L. Ortiz, poeta
- Juan José Manauta, escritor
- Alfredo Veiravé, poeta
- Amaro Villanueva, escritor y periodista. Fundador de la Academia Porteña del Lunfardo
- Emma Barrandeguy, poeta
- Tono Andreu, actor
- Onésimo Leguizamón, abogado, periodista y político. Ministro de Justicia de su país
- Celestino Marcó, gobernador de la provincia de Entre Ríos y Ministro de Justicia de su país
- Manuel Basavilbaso, militar
- Ramón Medina Bello, futbolista
- Sebastián Cejas, futbolista
- Joaquin Larrivey, futbolista
- Lisandro Martínez, futbolista, campeón en el Mundial de Catar 2022
- María Susini, modelo
- Alberto Anchart (padre), actor
- Casiano Calderón destacado político, diputado nacional, ministro de Hacienda de Entre Ríos y Escribano Mayor de la Confederación Argentina durante la presidencia de Urquiza.
- Leoncio Gianello, abogado, historiador y poeta. Escribió varios libros sobre la historia de la provincia de Santa Fe y Entre Ríos.
- Vicente Taborda, futbolista
- Isidro Maiztegui, músico y compositor

## Culto
Parroquias Católicas
| Diócesis   | Gualeguaychú                                     |
| ---------- | ------------------------------------------------ |
| Parroquias | San Antonio, San José, Nuestra Señora de Pompeya |

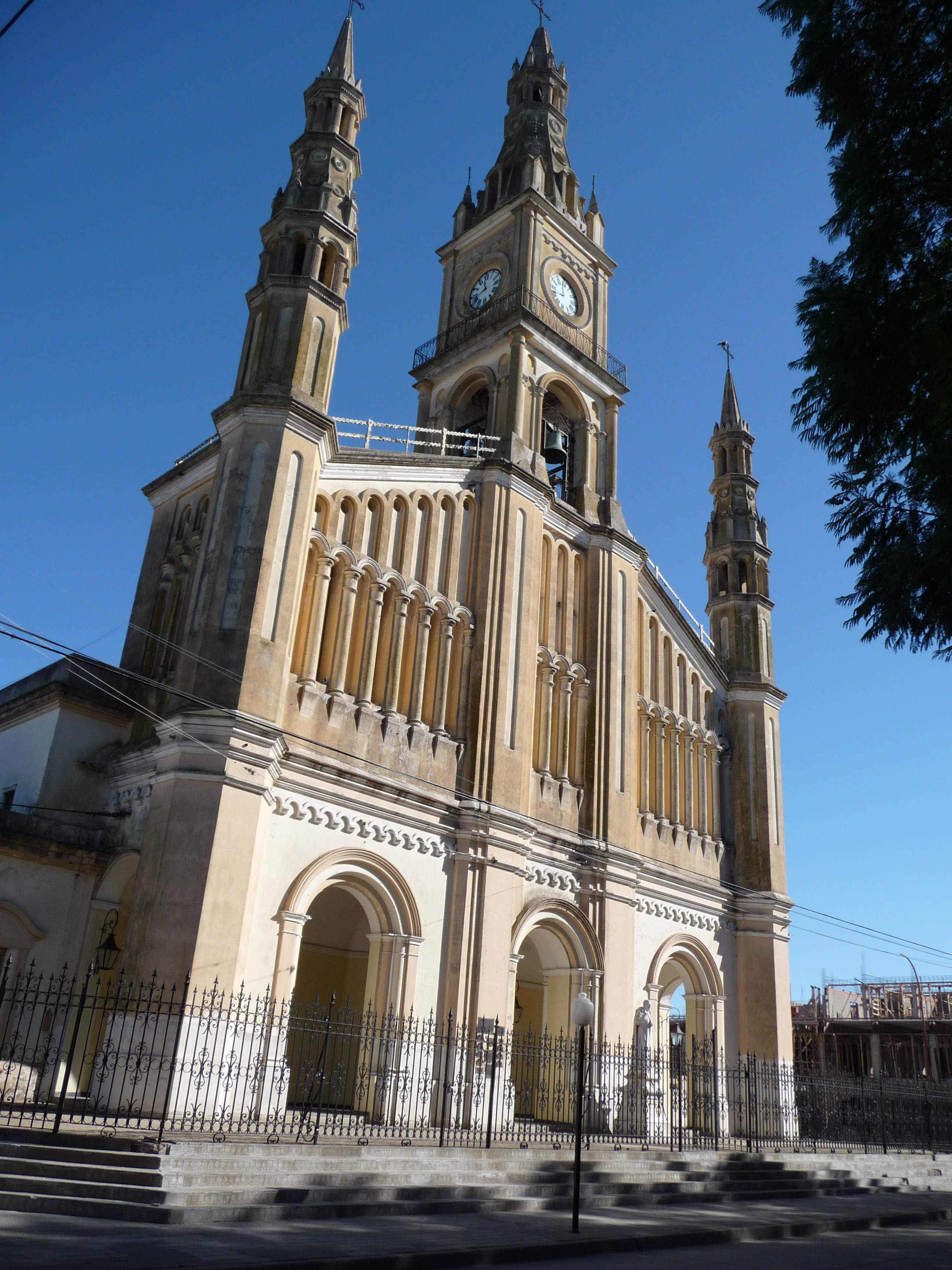
Iglesia de San Antonio en Gualeguay.

Además, hay presencia de numerosas congregaciones protestantes en sus múltiples vertientes.